# Repps with Bastwick
Repps with Bastwick è una parrocchia civile dell'Inghilterra, appartenente alla contea del Norfolk.